# Lime (couleur)
Pour les articles homonymes, voir Lime.

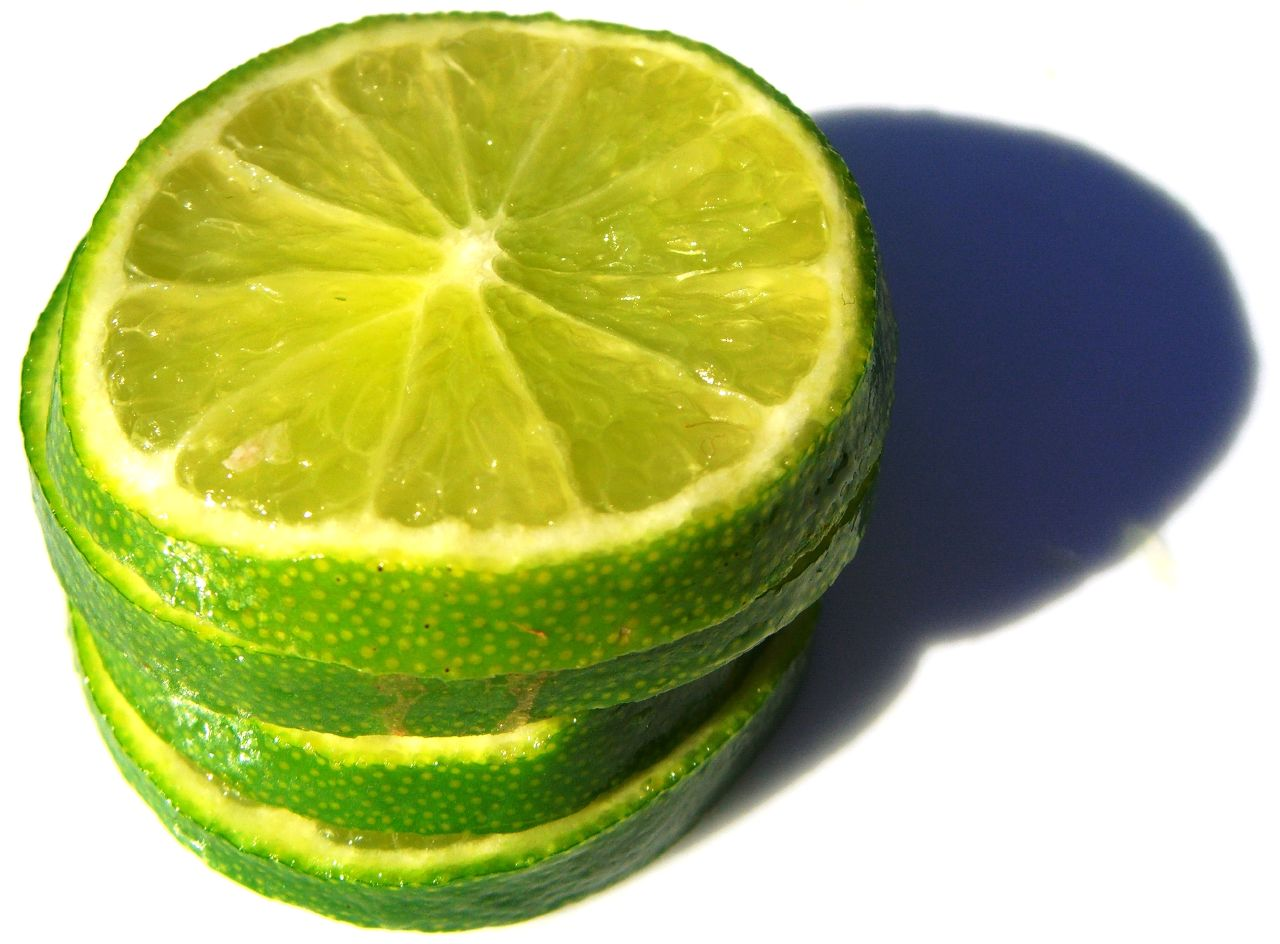
Les couleurs lime prennent leur nom du fruit lime dit aussi citron vert.

Les noms de couleur lime ou citron vert désignent des nuances claires de vert tirant sur le jaune, en référence au fruit lime (citron vert). En tant que couleurs, ce sont des adjectifs invariables (« des tons lime », « des tons citron vert »).
Lime est principalement utilisé dans les applications informatiques internet.
Dans d'autres nuanciers, on trouve, pour les arts graphiques, 042 Vert citron ; en fil à broder 704 citron vert. 

## Couleur du Web
Lime, en anglais, signifie aussi bien glu que citron vert. L'une et l'autre étant de couleur vert-jaune pâle, peuvent avoir inspiré « lime » comme nom de couleur en 1890, mais il est sûr qu'actuellement, c'est le citron vert la référence.
Les concepteurs des noms de couleur X11 ont associé au mot-clé lime le code de couleur #00FF00, provoquant l'affichage à l'intensité maximale de la primaire verte des écrans, un vert-jaune selon la « Classification méthodique générale des couleurs » (norme AFNOR X08-010 abandonnée en 2014).

## Histoire
En français, le nom de couleur « vert citron » est attesté en 1819, pour décrire une variété de minerai de zinc.